# 影山秀樹
影山 秀樹（かげやま ひでき、1857年5月11日（安政4年4月18日） - 1913年（大正2年）10月15日）は、明治時代の政治家、実業家、銀行家。大地主。衆議院議員（3期）。

## 経歴
駿河国富士郡岩本村（静岡県富士郡岩松村岩本を経て現富士市）の農家に生まれる。1872年（明治5年）沼津兵学校附属小学校を卒業し、山梨県の近藤漢学塾で漢籍を修めたのち上京・遊学し、1877年（明治10年）帰郷し、岩松村および富士郡の地主惣代となった。1880年（明治13年）富士勧業を創立して社長となり養蚕、製糸、製茶などの事業に傾倒する。1883年（明治16年）には県庁に要請し、養蚕伝習所を設け静岡県内に蚕の温度飼育法を広めた。製茶業でも栽培法および製茶法の改良に尽くし、のち静岡県蚕糸業組合会議会長、茶業組合幹事に挙げられた。ほか、富士郡勧業委員を務めた。
1881年（明治14年）岳南自由党に入党。1882年（明治15年）静岡県会議員に当選し、富士、安倍、大井、天竜川の堤防修築国庫負担の県議を県会を通して政府に提出した。ほか、田租納期の改変や地方税としての醤油税創設などを建議した。1887年（明治20年）富士郡内の芝川の用水権を巡る論争では県議として和解に至らしめた。県議には通算4回当選した。1890年（明治23年）7月の第1回衆議院議員総選挙では静岡県第2区から自由党所属で出馬し当選。以来3期務めた。在任中は一貫して自由主義の立場を貫いた。
1898年（明治31年）静岡農工銀行創立と共に取締役となり、のち専務、頭取を歴任した。1904年（明治37年）これを辞し、朝鮮大邱にて農園を経営する。1906年（明治39年）11月には大邱居留民団長となり、1908年（明治41年）帰朝した。1912年（大正元年）には郷里の岩松村長に就任し、同年10月、大橋頼模の後を受けて『静岡新報』の社長に就任したが、在職僅か1年にして脳溢血で死去した。